# Jan van Toorn
Jan Willem van Toorn (Tiel, 9 mei 1932 – Amsterdam, 13 november 2020) was een Nederlands internationaal bekend grafisch ontwerper.

## Levensloop
Vanaf zijn vroege jeugd woonde Van Toorn in Amsterdam, waar hij als tiener in een drukkerij ging werken. Daarnaast volgde hij de avondcursus aan de Amsterdamse Grafische School en de avondopleiding aan het Instituut voor Kunstnijverheidsonderwijs in Amsterdam, de latere Gerrit Rietveld Academie.
Van Toorn vestigde zich in 1957 als zelfstandig ontwerper. Tot zijn bekendste werk behoren de kalenders voor drukkerij Mart.Spruijt in Amsterdam, de affiches en catalogi voor het Van Abbemuseum (1965-1994) in Eindhoven, en de vele omslagen van het jaarlijks vernieuwde standaardwerk van Ivan Wolffers, Medicijnen.
Naast grafisch ontwerper was Van Toorn tentoonstellingsmaker.
Vanaf de jaren tachtig was Van Toorn voornamelijk actief in het onderwijs, onder meer als docent aan de Gerrit Rietveld Academie en als directeur van de Jan van Eyck Academie (1991-1998) in Maastricht.
In 1985 werd de Piet Zwart Prijs aan hem toegekend.
In februari 2008 besloot hij zijn archief onder te brengen bij de Bijzondere Collecties van de Universiteit van Amsterdam.
Dichter/schrijver Willem van Toorn is zijn broer.

## Publicaties (keuze)
- Design's delight: method and means of a dialogic approach. (2006)